# Nicolae Zamfir
Nicolae Ţică Zamfir (ur. 14 grudnia 1944 w Krajowie) – rumuński trener piłkarski.
Najdłużej związany był z CS Universitatea Craiova i FC Universitatea Craiova, gdzie był dyrektorem pionu młodzieżowego (1980–1986), asystentem pierwszych trenerów, m.in. Aurela Țicleanu (1986–1990 i 1994–1995), trenerem młodzieży (1991–1993) i pierwszym trenerem (1986 i 1997). Prowadził także bułgarski OFC Bdin (1990–1991), rumuńskie FC Drobeta-Turnu Severin (1993–1994) i Chimia Râmnicu Vâlcea (1995–1996) i japoński JEF United Ichihara (1999–2000).